# 20/20 (조지 벤슨의 음반)
| 전문가 평가 | 전문가 평가 |
| 평가 점수   | 평가 점수   |
| 출처        | 점수        |
| ----------- | ----------- |
| AllMusic    | [ 1 ]       |

《20/20》은 1985년 1월 7일, 워너 브라더스 레코드에서 발매된 미국의 재즈 기타리스트이자 가수인 조지 벤슨의 스물두 번째 스튜디오 음반이다. 같은 이름의 리드 싱글은 빌보드 핫 100에서 48위에 올랐다. 이 음반은 미국 음반 산업 협회에 의해 골드 인증을 받았다. 〈You Are the Love of My Life〉는 로버타 플랙과 듀엣으로, 미국 드라마 《산타 바바라》의 에덴 캡웰과 크루즈 카스티요가 부른 수많은 곡들 중 하나이다. 또한 《20/20》에는 하와이 가수 글렌 메데이로스의 히트곡인 〈Nothing's Gonna Change My Love for You〉의 오리지널 버전이 수록되어 있다.
이 음반의 작사가 겸 작곡가로는 클리프 매그니스, 마크 뮬러, 톰 킨, 제임스 뉴턴 하워드, 스티브 루카서, 크루즈 셈벨로, 대니 셈벨로, 존 셈벨로, 마이클 셈벨로, 마이클 매서, 제리 고핀, 샤를 트르네, 잭 로렌스, 세실 워맥, 린다 워맥, 랜디 굿럼, 스티브 키프너, 닐 라르센, 린다 크리드 등이 있다.

## 곡 목록
| #   | 제목                                       | 작사·작곡                                            | 재생 시간 |
| --- | ------------------------------------------ | ---------------------------------------------------- | --------- |
| 1.  | 〈No One Emotion〉                         | 클리프 매그니스, 마크 뮬러, 톰 킨                    | 3:55      |
| 2.  | 〈Please Don't Walk Away〉                 | 제임스 뉴턴 하워드, 스티브 루카서                    | 3:51      |
| 3.  | 〈I Just Wanna Hang Around You〉           | 크루즈 셈벨로, 대니 셈벨로, 존 셈벨로, 마이클 셈벨로 | 4:41      |
| 4.  | 〈Nothing's Gonna Change My Love for You〉 | 마이클 매서, 제리 고핀                               | 4:04      |
| 5.  | 〈Beyond the Sea (La Mer)〉                | 샤를 트르네, 잭 로렌스                               | 4:10      |
| 6.  | 〈20/20〉                                  | 랜디 굿럼, 스티브 키프너                             | 4:07      |
| 7.  | 〈New Day〉                                | 세실 워맥, 린다 워맥                                 | 4:27      |
| 8.  | 〈Hold Me〉                                | M. 셈벨로, D. 셈벨로                                 | 4:02      |
| 9.  | 〈Stand Up〉                               | 닐 라르센                                            | 5:07      |
| 10. | 〈You Are the Love of My Life〉            | 린다 크리드, 매서                                    | 2:50      |

## 인증
| 국가                       | 인증 | 판매량/출하량 |
| -------------------------- | ---- | ------------- |
| 영국 (BPI)                 | 골드 | 100,000^      |
| 미국 (RIAA)                | 골드 | 500,000^      |
| ^출하량을 기반으로 한 인증 |      |               |